# NGC 6967
NGC 6967 este o infrared source⁠(d) situată în constelația Vărsătorul. A fost descoperită în 27 august 1857 de către William Parsons, 3rd Earl of Rosse⁠(d). Se află la o distanță de 53,95 de megaparseci de Pământ.